# Dassa-Zoumé
Dassa-Zoumé , également appelée Igbo Idaasha ou simplement Idaasha, est une commune et une ville du Centre-Sud du Bénin, préfecture du département des Collines depuis le 22 juin 2016.

## Géographie

### Relief
La commune présente un relief très accidenté, constitué par une série de collines dénudées, de forme variée, dont la dénivellation moyenne est de 200 m. Son point culminant (465 m) se situe au niveau du village Tangbé sur le chaînon granitique. Les affleurement rocheux sont parfois couverts de végétation, mais peu propices aux cultures.

### Végétation

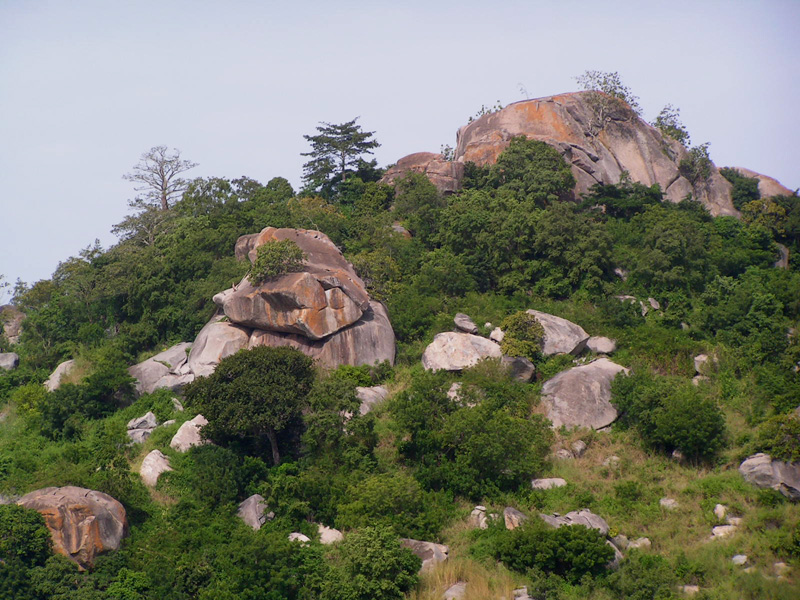
Chaos granitique Dassa-Zoumé.

Sur le territoire de la commune, la pénéplaine est couverte par une savane arborée et arbustive, coupée de forêts décidues ou semi-décidues et quelques forêts galeries le long des cours d'eau.
Parmi les arbres, les principales espèces recensées sont : Adansonia digitata (baobab), Parkia biglobosa (néré), Anogeissus leiocarpus (bouleau d'Afrique), Daniellia oliveri (copalier africain), Prosopis africana, Pterocarpus erinaceus (santal), Vitex doniana. Les arbustes sont surtout Nauclea latifolia (pêcher de guinée), Newbouldia laevis (hysope africaine), Afzelia africana (haricot acajou). Les graminées les plus communes sont Panicum maximum (herbe de Guinée) et Pennisetum polystachion (herbe à éléphant).

## Population

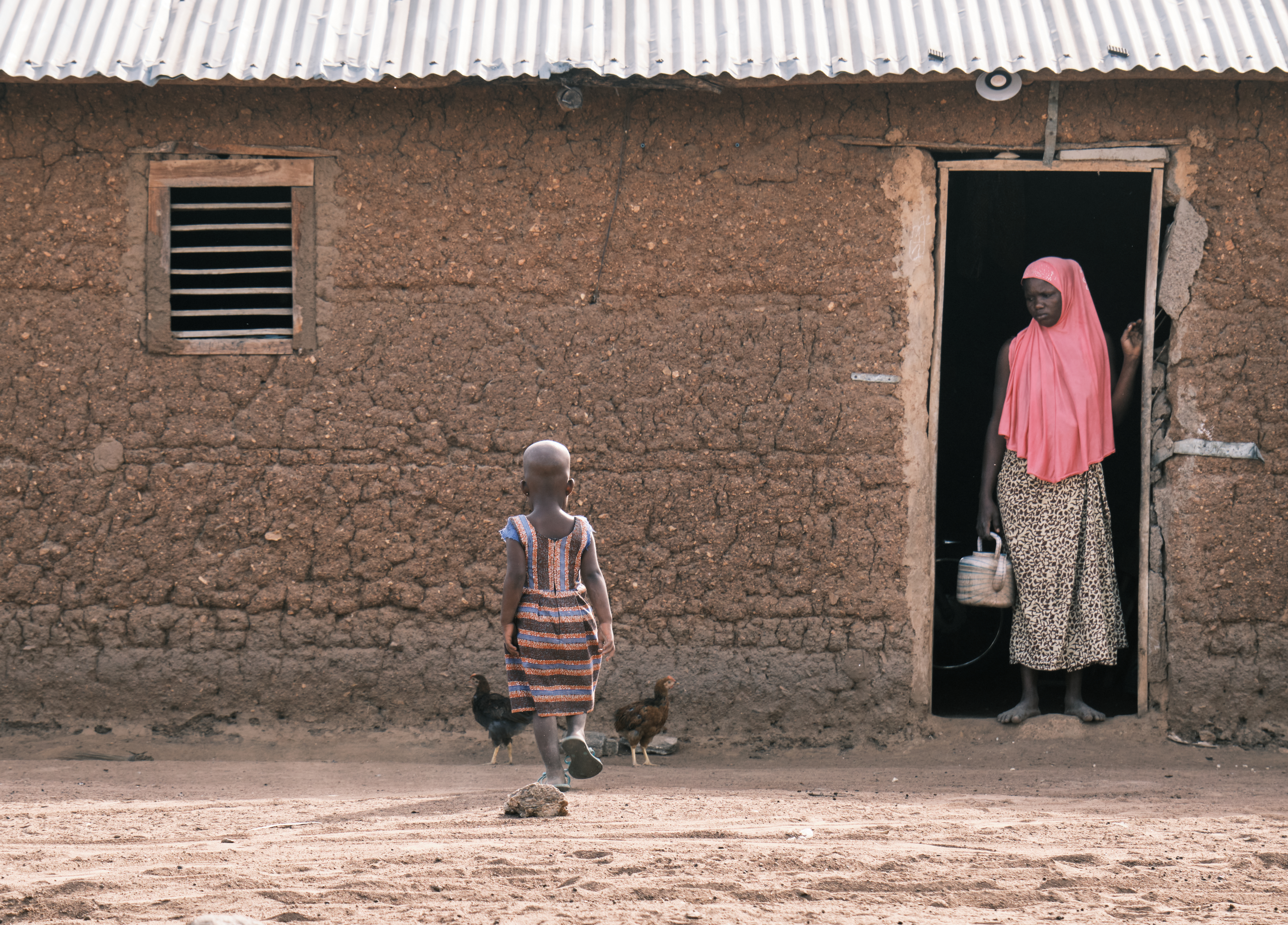
Jeune fille peule devant la maison familiale.

Lors du recensement de 2013 (RGPH-4), la commune comptait 112 122 habitants. La langue locale la plus parlée est la langue idaasha[réf. nécessaire].

## Histoire
Les fondateurs de la ville de Dassa seraient venus d'Igba au Nigéria vers le XIIe siècle[réf. nécessaire]. Igbó Ìdàáshà encore appelée Dassa-Zoumé ou Idaasha est une ville hétéroclite fondée au XIIe siècle après le déclin de l'empire d'Oyo. À cette époque, une vague migratoire des Ɔma Jagu conduite par le prince Oládégbò a rejoint les premiers Yorubas qui vivaient déjà aux pieds des collines bien avant la naissance de Jésus Christ. Eparpillés dans l’immense forêt, ils n’arrivaient pas à s’identifier. Grâce à son armée, à sa politique de développement et à son sens élevé d’organisation, le prince Oládégbò a su concilier les premiers Yorubas avec les siens. Cette entente a débouché sur la fondation d’un royaume. Le royaume d'Igbó Ìdàáshà fut donc fondé par le prince Oládégbò devenu roi sous le nom fort de Jagu Olófin (1385-1425). Le royaume d'Igbo Idaasha est aujourd'hui dirigée par les fils de cette même lignée royale.
Deux thèses sont utilisées pour justifier le nom Igbó Ìdàáshà devenu plus tard par déformation Dassa-Zoumé ou Dassa après la colonisation. Certains disent que le royaume des Ɔma Jagu tire son essence du nom de la fille du souverain Olófin née à leur arrivée aux pieds des collines et qui s’appellerait Daïssa devenue reine vers 1425 de notre ère. D’autres, par décomposition, soutiennent que le nom « Idaasha » vient de Orisha qui signifierait Dieu et « Ida » qui est synonyme de Créature et « Igbo » est égal à forêt. En conclusion, « Igbó Ìdàáshà » désignerait la créature de Dieu dans la forêt. D’après les souvenirs de l’ancien maire de Dassa centre, Gustave Zomahoun, la seconde thèse est la plus plausible étant donné que Daïssa, dont le nom aurait été attribué au royaume en signe de reconnaissance à Dieu, a régné en 1425. Ce qui voudra dire qu’elle est née au Nigéria et non aux pieds des Collines comme le pensent certains. « Igbó Ìdàáshà » désigne l’ensemble du royaume qui s’étend de Ìjú (le fleuve Zou) jusqu’à Ofé vers le fleuve Ouémé. Cependant, « Igbó Ìdàáshà » symbolise le périmètre urbain, la capitale même du royaume encerclé par une muraille. De nos jours, le palais du royaume d’Igbó Ìdàáshà est occupé par sa majesté le roi Jagu Àfòmá ou Jagu Ɛ̀gbákòtán II, le 26e monarque. On peut lui rendre visite a Igbakoku.

### Liste des rois
| Noms               | règne                          |
| ------------------ | ------------------------------ |
| Ajikin Zomahoun    | 1889 - ....                    |
| Abisi Oyo          | ... - 1941                     |
| Awo Alagi          | 13 juin 1941 - 24 juillet 1942 |
| Bernardin Zomahoun | 1942 - ....                    |
| Egba Kotan II      | 2000 - ....                    |
| Baatré             | 22 avril 2018 - 8 janvier 2020 |

## Administration
Limitée au Nord par Gbòmìnà Glazoué, au Sud par Covè, Zagnanado et Jija, à l’Ouest par la ville de Savalou et à l’Est par Shabɛ́ (Savè) et Kétu (Kétou), la commune de Dassa-Zoumé fait partie des six que compte le département des Collines et compte dix arrondissements : Dassa I, Dassa II, Akòfojúlé, Gbàfo, Kɛ̀rè, Ìkpɛ̀nyìn, Ìlɛ́ma (Lèma), Kpanwíyan (Paouignan), Sòkòlógbò (Soclogbo),  et Ìtere (Tré)̀.
Leur ensemble fait quinze quartiers et 63 villages dont Ìgòhò, Ìtangbé, Òkèeméré,  Òríkɛ̀tɔ́, Àtàkè, Ayèwà-Ìnúdé (on le désignait Godogossoun); Odò-Oshɛ̀rɛ̀; Èròkówarí; Ìtàgí, Ìkpàkpadá, Àgbàkosáré, Ìgàmbà, Kòjàshán, Tini (anciennement appelé Agbanso/Klugo); Èròkóyà (anciennement connu sous le nom Zankumando), Ìlɛ́ma, Arígbókotó, Ògúdáko; Ìfìta; Nàmù, Aróbasá, Ìjàká, Kèrè, Ìdàhò, Mòjì, Ìgàngàn; Kpákpá-Àgbàgúlɛ̀, Òkúrú, Bánigbé, Akòfojúlé, Bɛ̀tɛ̀kùkù, Ayédé, Ìmùjà, Ìlúlɛ̀, Yàwá, Bàkɛ̀ma, Ayétù (anciennement connu sous le nom Houéklé).
L’actuel conseil communal de dix-neuf conseillers est dirigé par le maire Nicaise Kòshàmí Fagnon, natif de la ville.

## Économie

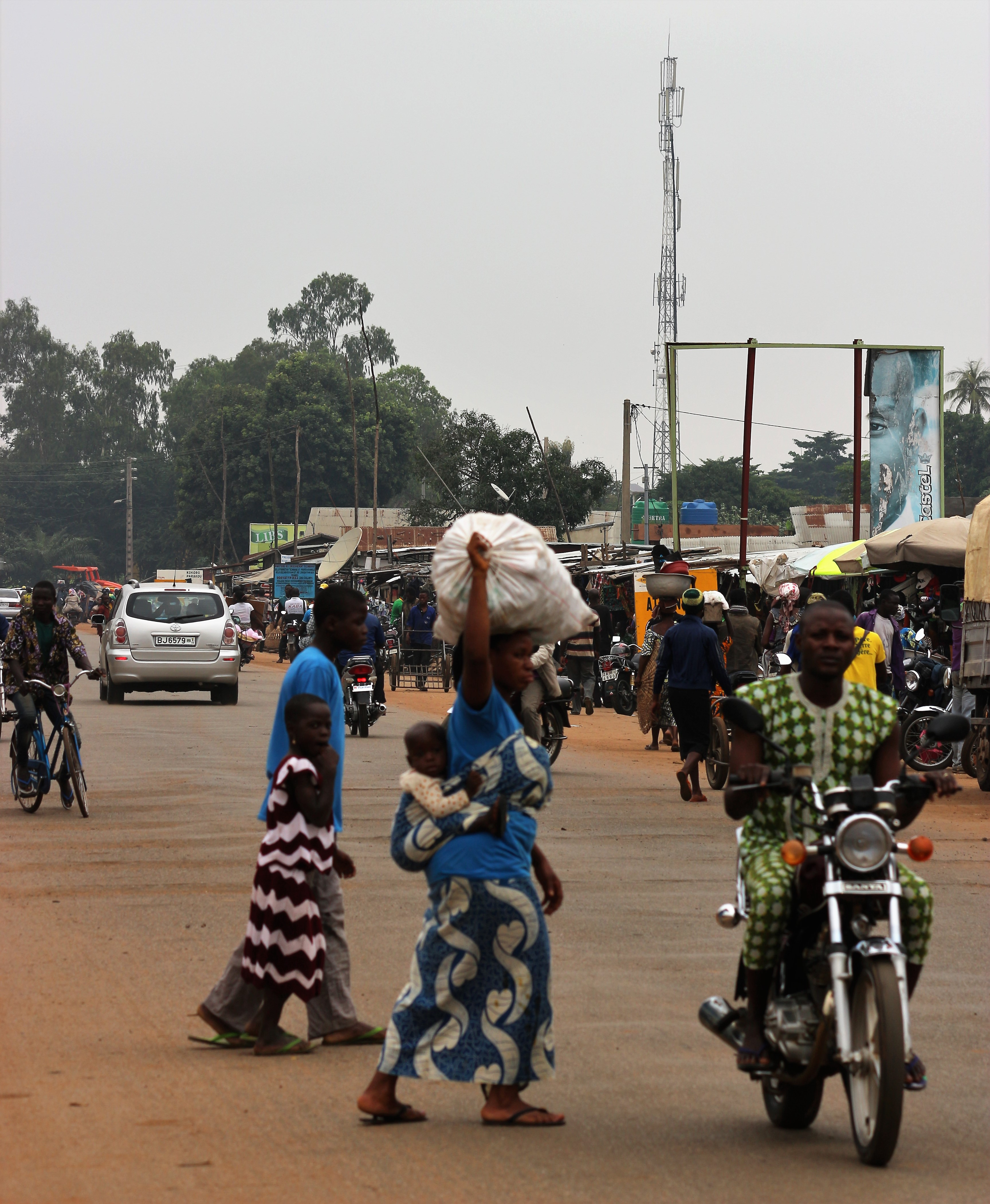
Jour du Marché
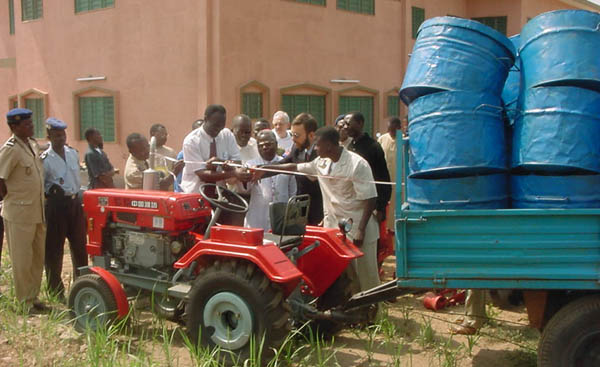
Inauguration d'un petit tracteur destiné à la riziculture.

L’agriculture et le commerce (marché de Dassa) sont les principales activités qu’exercent les populations.

## Santé et éducation
Dassa-Zoumé accueille trois collèges d'enseignement général.

## Culture et patrimoine
- Place Ègbakokou[7]

## Religion

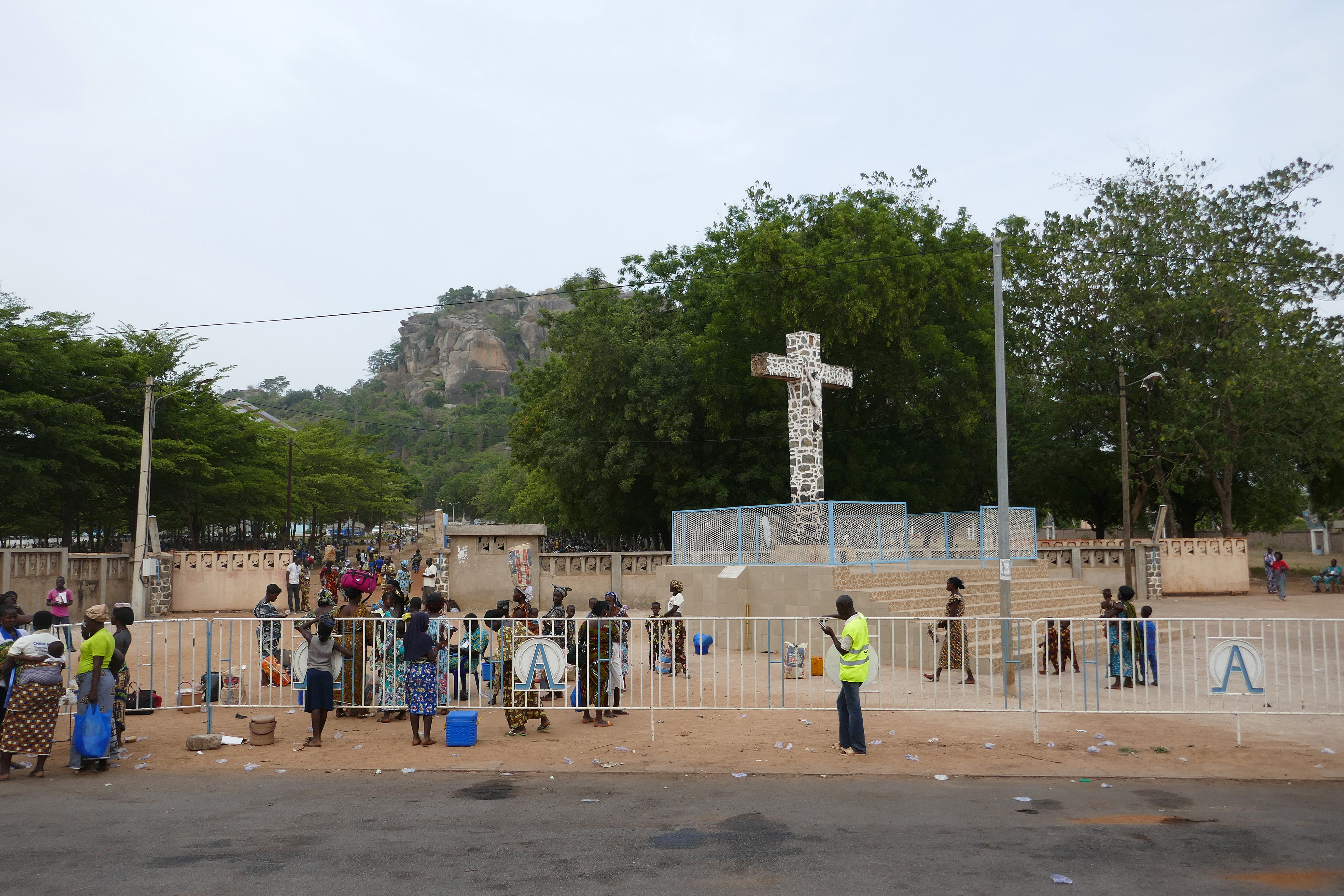
Cérémonie au calvaire de Dassa-Zoumé.

Igbo Idaasha est une ville à forte tolérance religieuse. Bien que la religion catholique soit dominante à 49 %, les autres religions ne sont pas absentes : musulmans (5,2 %), protestants (16,2 %), traditionnelle (20,5 %), autres (9,1 %). La grotte Notre-Dame d'Arigbo rassemble chaque année à la mi-août, plusieurs dizaines de milliers de pèlerins catholiques venus des quatre coins du Bénin et des pays voisins, et même d'Europe. C'est un moment de communion, de brassage, mais aussi de fluides échanges commerciaux.
La ville est le siège d'un évêché catholique, créé le 10 juin 1995.

## Personnalités liées à la ville
- François Sourou Okioh, cinéaste et entrepreneur de renom
- Zomahoun Idossou Rufin (en), ancien Conseiller Spécial du Président Thomas Yayi Boni chargé des affaires économiques en Asie et en Océanie; Ambassadeur du Bénin près le Japon depuis décembre 2011